# Вискозное волокно

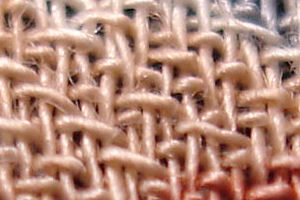
Ткань из вискозной пряжи

Виско́зное волокно́ (от латинского viscosus — клейкий) — искусственное волокно, получаемое переработкой природной целлюлозы. Производится в виде текстильных и кордовых нитей и штапельного волокна́.
Вискозное волокно является одним из первых искусственных волокон, нашедших практическое применение: процесс производства вискозного волокна́ был разработан в конце XIX века и с минимальными модификациями применяется по сей день. Процесс получения вискозного волокна́ состоит из следующих стадий:
- Получение из целлюлозы прядильного раствора — вискозы (ксантогената целлюлозы).
- Формование мокрым методом нити продавливанием вискозы через фильеры в кислотную ванну с регенерацией целлюлозы.
- Отделка и сушка.

Вискозное волокно легко окрашивается красителями для натуральных волокон (хлопка, льна), гигроскопично, что обусловливает высокие гигиенические качества ткани из него, и, благодаря доступности исходного сырья и реактивов, используемых в производстве, относительно недорого.
К недостаткам вискозного волокна́ относятся лёгкая сминаемость, значительная потеря прочности в мокром состоянии и недостаточная устойчивость к истиранию. Эти недостатки в той или иной степени могут быть устранены последующими модификациями и обработкой.

## История
Процесс регенерации целлюлозы из раствора при добавлении кислоты в её концентрированный медноаммиачный (то есть содержащий сульфат меди и гидроксид аммония) водный раствор был описан английским учёным Джоном Мерсером (англ. John_Mercer) около 1844 года. Но первое промышленное применение этого метода, положившее начало промышленности медноаммиачного волокна, приписывается Е. Швейцеру (1857), а дальнейшее его развитие — заслуга М. Крамера и И. Шлоссбергера (1858). И только в 1892 году Кросс, Бевин и Бидл в Англии изобрели процесс получения вискозного волокна: вязкий (откуда название вискоза) водный раствор целлюлозы получался после обработки целлюлозы сначала крепким раствором едкого натра, что давало «натронную целлюлозу», а затем — дисульфидом углерода (CS2), в результате чего получался растворимый ксантогенат целлюлозы. При выдавливании струйки этого «прядильного» раствора через фильеру с малым круглым отверстием в кислотную ванну целлюлоза регенерировалась в форме вискозного волокна. При выдавливании раствора в такую же ванну через фильеру с узкой щелью получается плёнка, названная целлофаном.

Жак Бранденбергер, занимавшийся во Франции этой технологией с 1908 по 1912 год, первым запатентовал непрерывный процесс изготовления целлофана.
30 сентября 1902 года был запатентован искусственный шёлк (вискоза)[кем?].
В СССР первые производства вискозных волокон начали появляться в 1927 году в Мытищах, Ленинграде, Могилёве и Клину. Проектирование предприятий велось Государственным проектным институтом ГИПРОИВ.
До 1998 года производственное объединение «Химволокно», в г. Балаково, было крупнейшим в СНГ производителем вискозных волокон и нитей.

## Ассортимент вискозных волокон
В зависимости от назначения вискозное волокно производится в виде непрерывных нитей (текстильных и технических, например, особо прочных кордных) или штапельного волокна различного типа: обычной прочности, высокопрочного, извитого и полинозного (хлопкоподобного). Особую группу составляют модифицированные вискозные воло́кна специального назначения: повышенной хемостойкости, ионообменные, бактерицидные, кровеостанавливающие и другие, а также вискозная плёнка.
Изделия из вискозного волокна́ должны маркироваться независимо от того, какое сырьё (вид древесины) используется для производства. Так, например, химические искусственные воло́кна, полученные из сырья бамбука по вискозному способу, определяются как вискозные, а не бамбуковые.

## Строение и свойства вискозного волокна

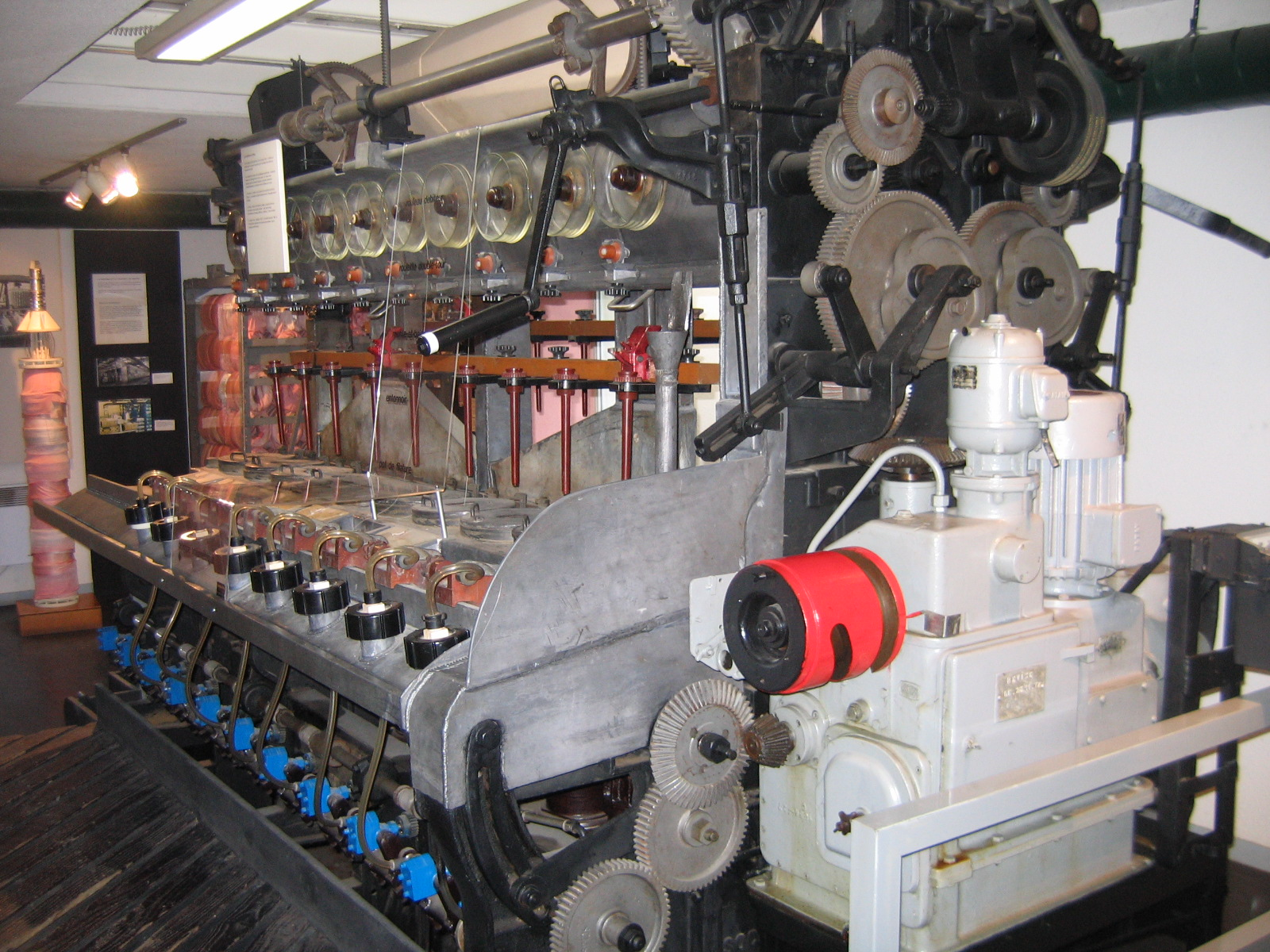
Изготовление вискозного волокна

Вискозное волокно представляет искусственное химическое волокно из гидратцеллюлозы, то есть одной из структурных модификаций целлюлозы волокна из раствора. Гидратцеллюлоза отличается от природной целлюлозы повышенной гигроскопичностью, сорбционными свойствами и большей способностью к гидролизу, этерификации и окислению. Средняя степень полимеризации гидратцеллюлозы в вискозном волокне колеблется от 300 до 600, что соответствует молекулярной массе 49 000—98 000. При формовании вискозного волокна в нём образуются надмолекулярные структуры, тип которых зависит от условий формования (характеристик вискозной прядильной массы, состава осадительной ванны и др.). Физико-механические свойства вискозных волокон (ВВ) в значительной степени определяются структурой их наружной оболочки, в которой гидрат-целлюлоза содержит значительное количество поперечных связей, что придаёт волокнам повышенную прочность. Плотность вискозного волокна составляет 1,5-1,53 г/cм^2. Вискозные волокна не термопластичны и могут кратковременно использоваться без снижения механических свойств при температуре 100—120 °C. Устойчивы к действию воды и неполярных органических растворителей (бензин, бензол), в которых не набухают. При действии концентрированных минеральных кислот при нормальной температуре и разбавленных кислот при нагревании, а также щелочей в присутствии кислорода воздуха подвергаются деструкции. Сильно набухают в разбавленных растворах щелочей и растворяются в медноаммиачном растворе. Вискозные волокна неустойчивы к действию микроорганизмов, которые вызывают их разрушение.

## Получение

### Основная технология

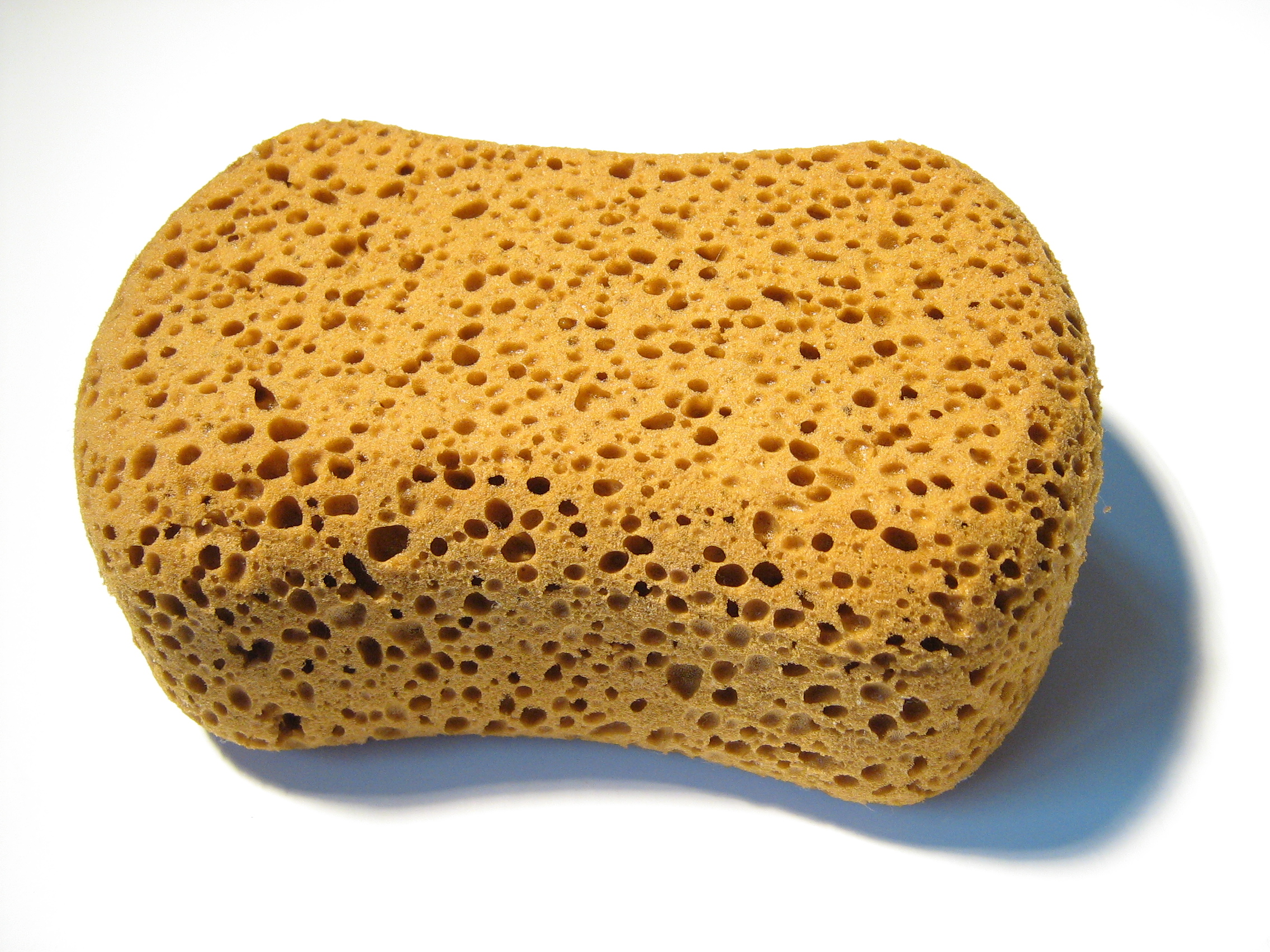
Губка для посуды из вискозы

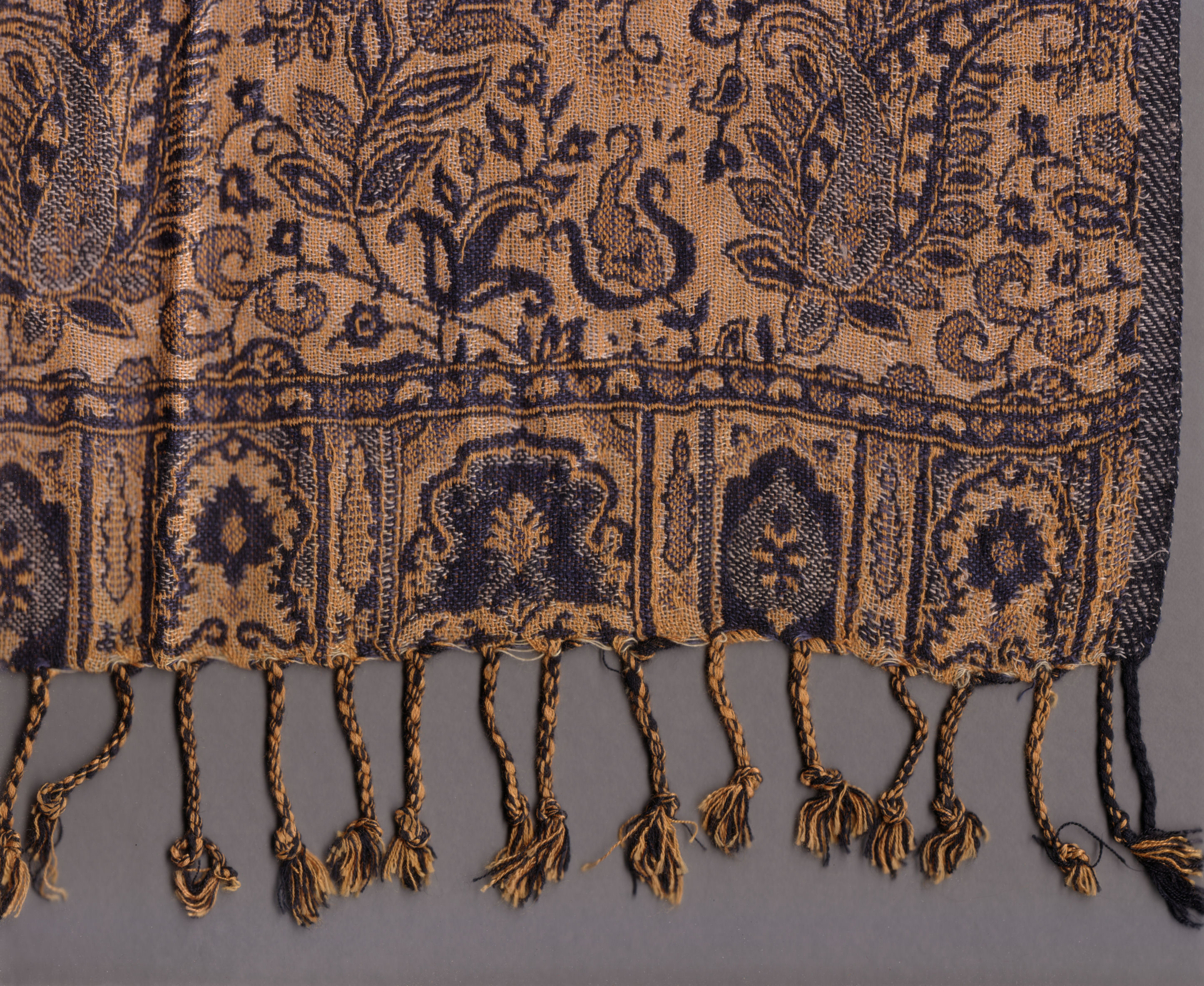
Шаль из вискозы

Производство вискозного волокна состоит из двух последовательных стадий: получение прядильной массы — вискозы и формование волокна. В качестве сырья используется древесная целлюлоза, содержащая 95—99 % высокомолекулярной волокнообразующей фракции со степенью полимеризации 800—1100.

#### Получение вискозы
Получение вискозы включает следующие операции:
- Выделение целлюлозы из древесины. Поскольку в древесине на целлюлозу приходится лишь половина массы, сначала целлюлозу извлекают. Для этого древесину помещают в раствор гидросульфита кальция и варят под давлением в закрытых котлах в течение 24 часов. При этом разрушаются связи между волоконцами целлюлозы. Затем к целлюлозе добавляют воду и наносят её на конвейер. После этого её сушат и режут на листы. Получается сульфитная целлюлоза, которая идёт как на производство бумаги, так и на производство вискозы[5].
- Обработка целлюлозы 20%-м раствором гидроксида натрия (мерсеризация) в течение 5—115 минут при температуре +45…+60 °С. При этом образуется аддитивное соединение целлюлозы с щёлочью: (щелочная целлюлоза) (а) и алкоголяты целлюлозы (б). Одновременно с реакциями (а) и (б) при мерсеризации происходит набухание целлюлозы и растворение гемицеллюлоз, что способствует диффузии этерифицирующего агента внутрь волокна при последующем ксантогенировании щелочной целлюлозы.
- Отжим суспензии для удаления избытка раствора гидроксида натрия на отжимном прессе до степени отжима (отношение масс отжатой щелочной целлюлозы и суспензии) 0,33-0,36.
- Измельчение отжатой щелочной целлюлозы.
- Окислительная деструкция (предсозревание) щелочной целлюлозы за счёт окисления её кислородом воздуха на транспортере или в специальных аппаратах в течение 1,5—2 часов при температуре +50…+60 °C. В процессе предсозревания степень полимеризации целлюлозы снижается до 400—600.
- Ксантогенирование. Процесс ксантогенирования заключается в обработке щелочной целлюлозы сероуглеродом, при этом образуется новое химическое соединение — ксантогенат целлюлозы, способный раствориться в разбавленном растворе едкого натра.
- Перевод целлюлозы в раствор, получение вискозы. В результате обработки целлюлозы концентрированным раствором гидроксида натрия и сероуглеродом на предыдущих стадиях она приобретает способность переходить в раствор, необходимый для формования волокна. Целлюлозу растворяют в 4%-м растворе гидроксида натрия и выдерживают в течение нескольких суток, в результате чего она «созревает» — получается вискоза[5].

Ксантогенирование щелочной целлюлозы осуществляется в герметически закрывающихся аппаратах периодического действия — ксантогенаторах. Ксантогенатор снабжён охлаждающей рубашкой, внутри него имеется горизонтальная мешалка, на корпусе загрузочные и выгрузочные люки, предохранительные клапаны. Подведены коммуникации для сероуглерода, воды, щёлочи, азота, отсоса паров сероуглерода и создания вакуума.
В ксантогенатор загружается 2200 кг щелочной целлюлозы с помощью пневмотранспорта из бункер-весов. После загрузки щелочная целлюлоза доводится до начальной температуры ксантогенирования +18…+22 °С±0,5 °C путём подачи в рубашку ксантогенатора летом переохлаждённой, а зимой — речной воды. По достижении начальной температуры ксантогенирования в ксантогенаторе подаётся сероуглерод в количестве 30…36 % массы альфа-целлюлозы.
Нача́ло подачи сероуглерода считается началом процесса ксантогенирования, который продолжается 60—75 минут. Когда процесс ксантогенирования закончен, в ксантогенатор через счётчик в количестве, определённом расчётом, подаётся растворительная щёлочь, охлаждённая до +5±1 °C. Из расчётного количества 1000—1500 л растворительной щёлочи оставляется для промывки ксантогенатора после выгрузки.

#### Формование волокна
После получения вискозы производится формование волокна. Для этого в цехе прядения вискоза фильтруется и пропускается через фильеры — металлические колпачки со множеством мелких отверстий, поступая в осадительную ванну, например, с серной кислотой, где ксантогенат, который был нужен для перевода целлюлозы в раствор, подвергается гидролизу и вновь образуется целлюлоза, но уже в виде длинных волоконец. Волоконца от одной фильеры соединяются в одну нить каким-либо способом. Для получения штапельного волокна нити разрезают на части небольшой длины.

### Технология получения вискозного волокна полунепрерывным способом
Совершенно иная возможность получения вискозных текстильных нитей тонкого ассортимента показана путём использования полунепрерывного принципа, реализующего высокоскоростное формование по мокрому способу.

### Другие технологии получения вискозного волокна

#### Лиоцелл
Изначально синтезирован в ВНИИВ (СССР) и институте TITP (ГДР). 
Получение вискозных волокон (лиоцелл) стало возможным на основе процессов прямого растворения целлюлозы в N-метил-морфолин-N-оксиде (NMMO).
Производство вискозных волокон по ММО-процессу на основе карбамата целлюлозы в промышленном масштабе началось в 1992 году фирмой «Courtaulds», Великобритания, которая произвела первые 18 тысяч тонн этого волокна. Готовая гидратцеллюлоза вышла на рынок под разными именами, присвоенными ей компаниями — владельцами брендов: лиоцелл (lyocell) или лайоцелл в английском произнесении, ньюцел (newcell), тенсел (tencel), орцелл (orcell).
Технологический процесс получения вискозных волокон по ММО-методу состоит из следующих основных стадий:
1. Подготовка целлюлозы (дробление и получение пульпы или порошка в зависимости от технологии).
2. Добавление к пульпе или порошку целлюлозы метилморфолиноксида (ММО).
3. Смешение в экструдере с подогревом до +100 °C.
4. Подача раствора в осадительную ванну с последующей окраской и сушкой.

Достоинства этого процесса и полученного материала:
- повышение прочности во влажном состоянии;
- совместимость со всем спектром натуральных и синтетических волокон;
- хорошая и стабильная окрашиваемость волокна, особый блеск в результате окраски;
- экологически безопасная технология производства;
- надёжность в носке материалов на основе этого волокна;
- в равной степени эффективное использование при производстве тканых и нетканых материалов;
- высокие потребительские свойства, аналогичные свойствам хлопковолокна, и даже превышающие их по прочности, качеству прокраса и поверхностным эффектам;
- тактильный эффект натурального шёлка, притом, что это волокно более гигроскопично, чем натуральный шёлк.

К недостаткам следует отнести:
- повышенную фибриллизацию волокон, которая удаляется в основном формальдегидными агентами, что не всегда соответствует санитарно-гигиеническим нормам, с другой стороны, снижение фибриллизации механическим путём или с помощью энзимной обработки повышает себестоимость волокон;
- дороговизну лицензий;
- высокую стоимость готового волокна.

#### Сиблон

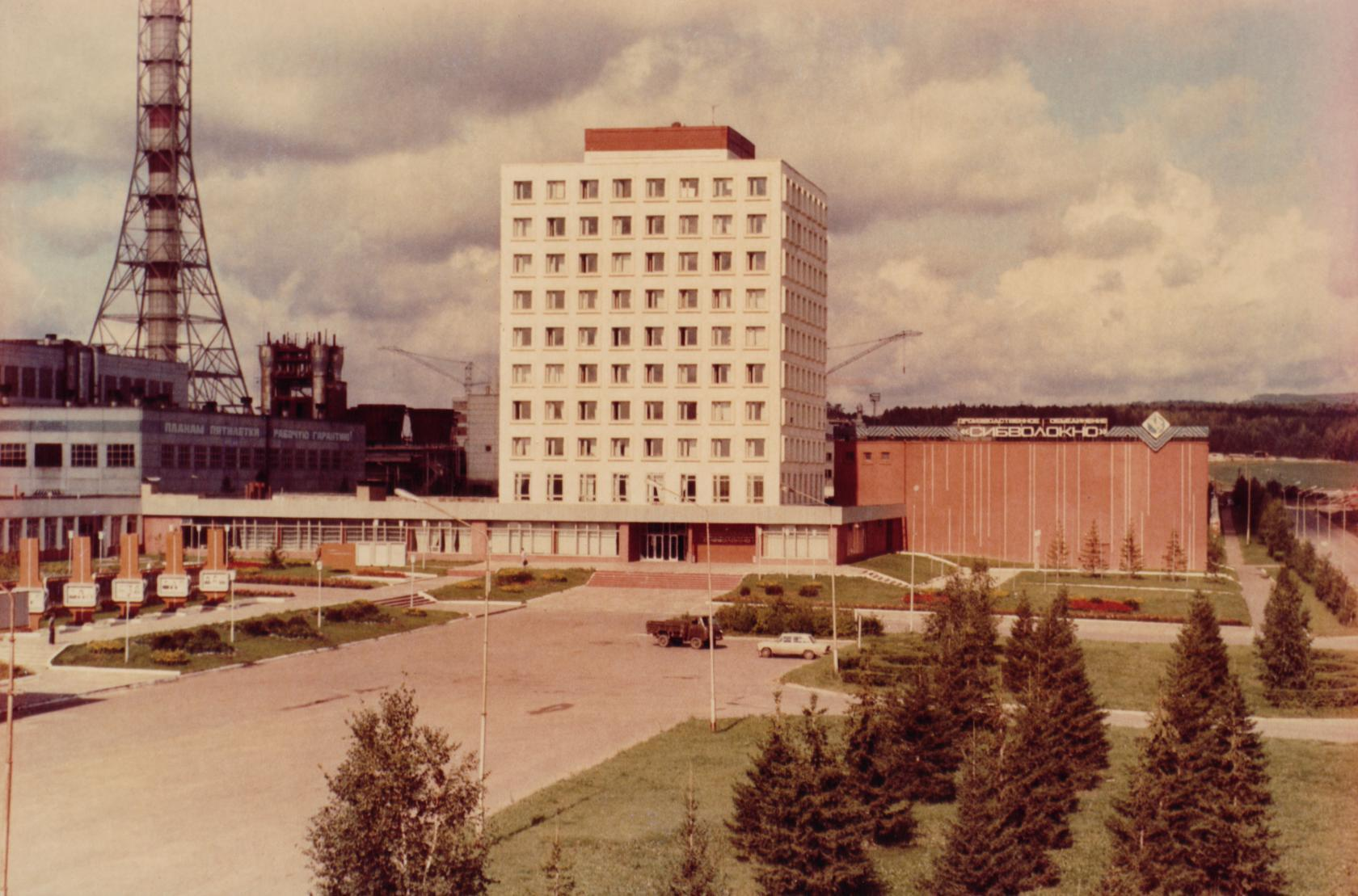
Комбинат «Сибволокно»

Сибло́н — вискозное высокомодульное волокно (ВВМ), усовершенствованная вискоза, разработка ВНИИИВпроект. Сиблон был изобретён в 1970-х годах и производился на комбинате «Сибволокно» в Красноярске-45 до начала 2000-х годов из древесины хвойных пород. Сиблон примерно в полтора раза прочнее по сравнению с вискозой, он более гигроскопичный и устойчивый к щелочам, ткани из сиблона меньше садятся и мнутся.

## Применение
Вискозные воло́кна имеют хороший внешний вид, легко окрашиваются, обладают лучшими по сравнению с синтетическими волокнами гигиеническими качествами, отличаются достаточно высокими прочностными и усталостными характеристиками, относительно дёшевы. Вследствие этого вискозное волокно широко используется для производства текстильных тканей народного потребления и широкого ассортимента технических изделий. Вискозная плёнка (целлофан) обладает высокой паронепроницаемостью и влагонепроницаемостью, устойчива к действию жиров и масел, вследствие чего используется в качестве упаковочного материала.